# 셰르주의 캉통
프랑스 셰르주에는 총 19개의 캉통이 속해 있다. 2015년 3월 행정구역 총개편으로 인해 현재는 다음과 같이 설치되어 있다.
- 오비니쉬르네르
- 아보르
- 부르주 1
- 부르주 2
- 부르주 3
- 부르주 4
- 샤로스트
- 샤토멜랑
- 됭쉬르아롱
- 라게르슈쉬르로부아
- 뫼욍쉬르예브르
- 생타망몽트롱
- 샹둘샤르
- 생제르맹뒤퓌
- 생마르탱도지니
- 상세르
- 트루이
- 비에르종 1
- 비에르종 2